# Rhaconotus atys
Rhaconotus atys är en stekelart som beskrevs av Nixon 1941. Rhaconotus atys ingår i släktet Rhaconotus och familjen bracksteklar. Inga underarter finns listade i Catalogue of Life.